# سیارک ۱۴۵۰۱
سیارک ۱۴۵۰۱ (به انگلیسی: 14501 Tetsuokojima، نامگذاری:1995WA8) چهارده هزار و پانصد و یکمین سیارک کشف شده‌است که در ۲۹ نوامبر ۱۹۹۵ کشف شد.
قدر مطلق سیارک برابر ۱۳.۵ است.